# 팻 히치콕
패트리샤 히치콕(Patricia Hitchcock, 1928년 7월 7일~2021년 8월 9일)은 영국의 배우, 영화 프로듀서이다.

## 참여 작품
- 사보타주 (1936년 영화)
- 무대 공포증 (1950년 영화)
- 열차 안의 낯선 자들 (영화)
- 십계 (1956년 영화)
- 싸이코 (1960년 영화)